# Curt Prüfer
Curt Max Prüfer (* 26. Juli 1881 in Berlin-Friedenau; † 30. Januar 1959 in Baden-Baden) war ein deutscher Arabist und Diplomat. In der Frühphase des Zweiten Weltkriegs war er deutscher Botschafter in Brasilien.

## Leben
Curt Prüfer studierte an der Friedrich-Alexander-Universität Erlangen-Nürnberg Arabistik und schloss dieses Studium 1906 mit einem Philosophie-Diplom ab. Er wurde im selben Jahr mit seiner Schrift Ein ägyptisches Schattenspiel zum Doktor der Philologie promoviert. 1907 trat er als Dolmetscher in den Auswärtigen Dienst ein. Bis 1919 war er in Kairo und Konstantinopel akkreditiert. Aufgrund seiner in Kairo erlangten praktischen Sprachkenntnisse verfasste er für den Baedeker-Verlag im Ägypten-Band von 1928 die Einführung in den arabischen Dialekt von Ägypten.
Im Ersten Weltkrieg machte er Feindaufklärung in Palästina und im Vilâyet Syrien, schrieb 1915 Berichte für den ottomanischen Gouverneur von Palästina und Syrien Cemal Pascha und war an der Vorbereitung von deutsch-osmanischen Angriffen gegen britische Posten am Suez-Kanal beteiligt. Von 1926 bis 1927 war er in Tiflis akkreditiert.
Von 1930 bis 1936 war er in der Wilhelmstraße stellvertretender Leiter der Abteilung Anglo-Amerika und Orient. Prüfer war von 1936 bis 1939 Leiter der Personalabteilung des Auswärtigen Amtes in der Wilhelmstraße. Er trat derbeantragte am 7. Mai 1937 die Aufnahme in die NSDAP und wurde zum 1. Dezember desselben Jahres aufgenommen (Mitgliedsnummer 4.789.462). Er betrieb in seiner Schlüsselposition Kaderpolitik für die NSDAP und drängte Beamte, deren Ehefrauen Jüdinnen waren, aus ihren Ämtern. Das von Joachim von Ribbentrop geleitete Ministerium entsandte Prüfer 1939 nach Rio de Janeiro als Botschafter zu Getúlio Vargas. Hier löste er den Botschafter Karl Ritter (1883–1968) ab, der nach einem Putschversuch 1938 das Land verlassen musste. Mit dem Kriegseintritt von Brasilien kehrte Prüfer im Herbst 1942 in das Deutsche Reich zurück. Bis Mitte 1943 leitete er die Orient-Abteilung des Außenministeriums und betreute den Großmufti von Jerusalem, Mohammed Amin al-Husseini. Im September 1943 wurde Prüfer in den Ruhestand versetzt und zog daraufhin mit seiner Familie in die Schweiz.

## Schriften (Auswahl)
- Ein ägyptisches Schattenspiel. Erlangen, Univ., Diss., 1906
- mit Max Meyerhof: Die Augenheilkunde des Jûḥannā ben Mâsawaih (777–857 nach Christus). In: Der Islam. Band 6, 1916, S. 348–356.